# Eclipsa de Lună din 16 septembrie 2016

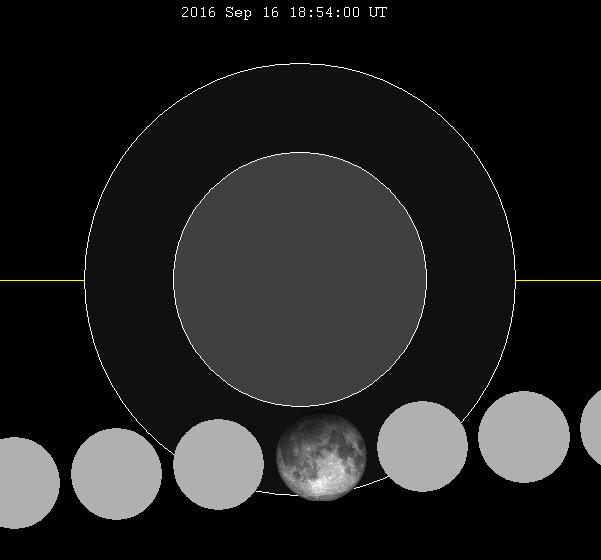
Schemă cu trecerea Lunii prin penumbra Pământului în această eclipsă

O eclipsă de Lună prin penumbră a avut loc la 16 septembrie 2016, ultima, din cele trei eclipse de Lună, din anul 2016. Este cea de-a noua eclipsă de Lună (dintr-un total de 71) din seria Saros 147, cu magnitudinea penumbrală de 0,908.
De la eclipsă au trecut 8 ani, 190 zile.

## Vizibilitate
În condiții atmosferice favorabile, această eclipsă de Lună a putut fi observată din Europa, Africa, Asia și Australia.
| Vedere de pe Lună la momentul maxim al eclipsei     |
| Harta vizibilității eclipsei din 16 septembrie 2016 |

### Vizibilitatea eclipsei în România
În România eclipsa a început la ora 19:54, când imaginea Lunii a fost aproape de orizont, faza maximă a avut loc la ora 21:54, iar sfârșitul eclipsei s-a întâmplat la ora 23:54.